# Fesmy-le-Sart
Fesmy-le-Sart är en kommun i departementet Aisne i regionen Hauts-de-France i norra Frankrike. Kommunen ligger  i kantonen Nouvion-en-Thiérache som ligger i arrondissementet Vervins. År 2022 hade Fesmy-le-Sart 516 invånare.

## Befolkningsutveckling
Antalet invånare i kommunen Fesmy-le-Sart
Referens: INSEE